# Rieju
Rieju är en moped- och motorcykeltillverkare från Spanien.
I Sverige är de mest kända för sina mopeder "Rieju Drac (senare: RR)", "Rieju MRX"  samt "Rieju RRX" och "Rieju MRT (även MRT PRO)"

## Historik
- År 1934 grundades företaget av två unga affärsmän, Luis Riera Carré och Jaime Juanola Farrés, som ett företag för tillverkning av cykeltillbehör. Namnet Rieju kom från de första bokstäverna i vart och ett av deras efternamn (RIEra + JUanola). De köpte en del mark och började bygga fabriken, men det spanska inbördeskriget förstörde deras planer. Den republikanska regeringen konfiskerade den ofärdiga byggnaden och använde den som en lastbilsdepå.
- År 1940, när kriget var över, återupptog Rieju sin verksamhet med att göra cykeltillbehör.
- År 1942 blev Rieju ett privat aktiebolag med ett kapital på 1 miljon pesetas. De började nu tillverka cyklar. Företaget hade nu 35 anställda, och i genomsnitt 30 cyklar byggdes varje vecka.
- År 1947 byggde Rieju sin första moped, som bestod av en av företagets cyklar plus en 38 cc fyrtakts-motor som kopplats till de bakre hjulet. Denna modell hade en effekt av 1 HP och en högsta hastighet på cirka 40 km/h.
- Två år senare, 1949, kom Rieju att lansera modell "nr 2", nu med en mer kraftfull motor och en växellåda i egen design. Senare modeller (nr 3, nr 4 och så vidare) kom att utveckla fordonet vidare mot en motorcykel-look.
- År 1964 hade Rieju nått en överenskommelse med Minarelli att tillverka motorer på licens. Modellen "Jaca" lanserades då, med 3,5 HP och en topphastighet på 70 km/h. Jaca-modellen utvecklades under hela 1960-talet och 1970-talet.
- År 1978 hade Rieju utvecklat en moped med automatisk växellåda.
- Produktionen ökade stadigt under hela 80-talet, med nya och mer varierade modeller. Rieju var nu en av de ledande mopedtillverkarna i Spanien. Även Riejus cyklar vann flera priser i internationella Enduro-tävlingar.
- År 1994 öppnade företaget sig mot andra marknader och började exportera sina modeller runt hela Europa.
- År 2006 utgjorde exporten cirka 60 procent av deras försäljning.